# Jens Rogeman
Jens Rogeman, född 22 februari 1989, är en svensk skådespelare. Han spelade rollen som Nicke Holt i TV-serierna om Anna Holt.